# Dovima Nurmi
Dovima Nurmi, nombre artístico de Rafael De Lorente (Barcelona, 9 de junio de 1996), es una drag queen española, conocida por competir en la primera temporada de Drag Race España.

## Carrera
En 2021 Dovima se unió a la competencia de telerrealidad Drag Race España en su primera temporada temporada, que comenzó a emitirse el 30 de mayo de 2021. En el sexto episodio de la temporada fue nominada como una de las dos peores del episodio junto a Sagittaria, por lo que le correspondía enfrentarse a esta en una batalla de lip sync para luchar por permanecer en la competición. Debido a la amistad entre ambas Dovima se negó a competir, cediéndole la victoria a Sagittaria y convirtiéndose así en la sexta expulsada de la temporada.
Tras el final de emisión de la temporada, Dovima formó parte de la gira nacional del Gran Hotel de las Reinas, junto a las demás concursantes del programa, la presentadora de este Supremme de Luxe y la vedette Paca la Piraña.

## Polémicas
En septiembre de 2022 se posicionó en contra de la creación del programa Drag Race España: All Stars, alegando que la supuesta fama y dinero que traería a las concursantes no era real, y que sólo trataba de ocultar la precaria situación laboral que viven las drag queens en España.
En 2023, durante la emisión de la tercera temporada, lanzó también fuertes críticas en contra de Pitita, afirmando que esta lanzó críticas hirientes contra las concursantes de la primera temporada a través de vídeos de YouTube y criticando lo que Dovima denominó como «aires de grandeza». Respecto a estas acusaciones Pitita afirmó públicamente que ella no negociaba con terroristas.

## Filmografía

### Televisión
| año  | título                 | papel      | notas       |
| ---- | ---------------------- | ---------- | ----------- |
| 2021 | Meet The Queens        | Ella misma | 1 episodio  |
| 2021 | Drag Race España       | Ella misma | 8 episodios |
| 2021 | Tras la carrera        | Ella misma | 1 episodio  |
| 2022 | Maestros de la costura | Ella misma | 1 episodio  |